# Леона Парамински
Леона Парамински (на хърватски: Leona Paraminski; родена на 22 август 1979 г.) е хърватска театрална, филмова и телевизионна актриса. Израства във Върбовец, град близо до Загреб, и прекарва известно време, пътувайки като дете из Хърватия и Германия.

## Биография
В ранна възраст Леона се интересува от изкуства и спорт. По време на началното си и средно образование тя участва в драматична група; първата ѝ роля е в представление на Пепеляшка. През тези години тя пее в хор; активно участва в танцова група, съчетаваща модерни и класически танци, тренира карате и тенис.
На 18-годишна възраст Леона е записана в Академията за драматично изкуство към Загребския университет (Академия за драматично изкуство в Загреб). Още докато е в университета, Леона Парамински печели награда FRKA за най-добра актриса във филма Vinko na krovu. Първото ѝ участие в игрален филм е във филма Богородица от 1999 г. Завършва през 2001 г. Година по-късно е удостоена с най-значимата филмова награда в Хърватия – Златна арена за най-добра актриса – на филмовия фестивал в Пула през 2002 г. за игралния филм Зима в Рио.
Леона играе главни роли в над 30 филма и телевизионни предавания. Тя често играе водещи роли в театъра, които изобразяват силни и властни жени. Тя също така получава и три международни награди за най-добра актриса за участието си в компилацията от късометражни филми на Далибор Матанич. Актрисата е телевизионен водещ и често е домакин на церемонии и фестивали и участва в благотворителна дейност.
Леона е член на Хърватския национален театър. През май 2012 г. се омъжва за Тин Комленович.

## Избрана филмография
- Богородица (1999)
- Četverored (1999)
- Nebo, sateliti (2001)
- Polagana predaja (2001)
- Prezimiti u Riu (2002)
- Družba Isusova (2004)
- Sex, Drink and Bloodshed (2004)
- Pravo čudo (2007)